# Dyspetes longipetiolaris
Dyspetes longipetiolaris là một loài tò vò trong họ Ichneumonidae.